# Crawfurdia crawfurdioides
Crawfurdia crawfurdioides är en gentianaväxtart som först beskrevs av Cecil Victor Boley Marquand, och fick sitt nu gällande namn av Harry Smith. Crawfurdia crawfurdioides ingår i släktet Crawfurdia och familjen gentianaväxter. Utöver nominatformen finns också underarten C. c. iochroa.